# Cuetzala del Progreso
Cuetzala del Progreso è un comune del Messico, situato nello stato di Guerrero.